# Thora Hird
 (janvier 2019).
Thora Hird ou Dame Thora Hird, née le 28 mai 1911 à Morecambe et morte le 15 mars 2003 à Brinsworth House, est une actrice et une comédienne de théâtre, une présentatrice et une écrivaine britannique. 
Au cours d'une carrière de plus de 70 ans, elle a joué dans plus de 100 rôles au cinéma et à la télévision, devenant un nom connu et une institution britannique. Trois fois lauréate du BAFTA TV Award de la meilleure actrice, elle l'a remporté pour Talking Heads: A Cream Cracker under the Settee (1988), Talking Heads: Waiting for the Telegram (1998) et Lost for Words (1999). Ses crédits au cinéma incluent des rôles dans The Love Match (1955), Le Cabotin (1960), Un amour pas comme les autres (1962) et Le Corrupteur (1971). Elle est la mère de l'actrice Janette Scott.

## Filmographie partielle

### Cinéma
- 1942 : The Next of Kin de Thorold Dickinson
- 1942 : Quarante-huit heures (Went the Day Well?) d'Alberto Cavalcanti
- 1948 : Le Mystère du camp 27 (Portrait from Life) de Terence Fisher
- 1949 : Guet-apens (Conspirator) de Victor Saville
- 1950 : L'aimant de Charles Frend
- 1951 : Le Major galopant
- 1951 : La Boîte magique (The Magic Box) de John Boulting
- 1953 : L'Heure de la revanche (The Long Memory) de Robert Hamer
- 1953 : Tournez la clef doucement (Turn the Key Softly) de Jack Lee
- 1955 : Plus on est de fous (One Good Turn) de John Paddy Carstairs
- 1955 : Le Monstre (The Quatermass Xperiment) de Val Guest
- 1956 : C'est formidable d'être jeune (Now and Forever)
- 1960 : Le Cabotin (The Entertainer) de Tony Richardson
- 1962 : Un amour pas comme les autres (A Kind of Loving) de John Schlesinger
- 1962 : Le Verdict (Term of Trial) de Peter Glenville
- 1971 : Le Corrupteur (The Nightcomers) de Michael Winner

### Télévision
- 1955 : Robin des Bois (The Adventures of Robin Hood) (série télévisée, 1 épisode)